# 공작속
공작속(Pavo)은 꿩과에서 가장 큰 두 종의 공작으로 이루어져 있다.

## 종
- 인도공작 (P. cristatus)
- 진공작 (P. muticus)